# 内村良一
内村 良一（うちむら りょういち、1980年〈昭和55年〉4月21日 - ）は、北海道出身の日本の剣道家（教士七段）・剣道日本代表候補・警視庁警察官。現在、警視庁教養課所属、警部補

## 経歴
- 1980年4月21日：北海道千歳市に生まれる。2歳の時に熊本県熊本市に転居。
- 1988年 ：順道館道場で剣道を始める。
- 1993年4月：九州学院中学校に入学。
- 1996年4月：九州学院高等学校に入学。勉学にも励み、常に学年10位以内をキープした。
- 1999年4月：明治大学経営学部に入学。大学入学後より警視庁の朝稽古に参加。
- 2003年4月：警視庁に奉職。
- 2005年11月：全日本剣道選手権大会に初出場し、準優勝。
- 2006年10月：全国警察剣道選手権大会に初出場し、初優勝。
- 2006年11月：全日本剣道選手権大会で初優勝。
- 2006年12月：世界剣道選手権大会に初出場。第3位（先鋒）。
- 2007年1月：日本スポーツ賞（競技団体別最優秀賞）を受賞。
- 2007年10月：全国警察剣道選手権大会で優勝（2連覇）。
- 2008年9月：全国警察剣道大会で団体優勝。
- 2009年8月：世界剣道選手権大会に2度目の出場。優勝（先鋒・中堅）。
- 2009年9月：全日本剣道選手権大会東京都予選で初優勝し、返り咲き4度目の出場を決める。
- 2009年11月：全日本剣道選手権大会で3年ぶり2度目の優勝。
- 2010年1月：日本スポーツ賞（競技団体別最優秀賞）を受賞（3年ぶり2度目）。
- 2010年9月：スポーツアコード武術大会（コンバットゲームズ）（男子選抜個人戦）優勝。
- 2011年11月：全日本剣道選手権大会に出場。第3位。
- 2012年5月：世界剣道選手権大会に3度目の出場。優勝（先鋒）。
- 2012年11月：全日本剣道選手権大会に出場し、準優勝。
- 2013年11月：全日本剣道選手権大会で4年ぶり3度目の優勝。
- 2015年5月：世界剣道選手権大会（東京）に4度目の出場。優勝（大将）。
- 2017年11月：全日本剣道選手権大会に出場し、準優勝。

## 戦績
中学校
- 1995年 全国中学校剣道大会（個人優勝・団体優勝）

高校
- 1998年 全国高等学校剣道大会（個人優勝・団体優勝）
- 1998年 玉竜旗高校剣道大会（団体優勝）
- 1998年 魁星旗（優勝）

大学
- 2001年 第47回関東学生剣道選手権大会（個人優勝）
- 2002年 第48回関東学生剣道選手権大会（個人優勝・2連覇）（同大会2連覇は史上3人目）

社会人

### スポーツアコード武術大会（コンバットゲームズ）
- 2010年：男子選抜個人戦優勝

### 全日本剣道選手権大会
- 2005年：準優勝… 対戦相手：1回戦：清水基史（愛知県） 2回戦：久保貴経（兵庫県）3回戦：米屋勇一（埼玉県） 準々決勝：松本誠（大阪府）準決勝：上園修（鹿児島県） 決勝：原田悟（東京都）
- 2006年：優勝… 対戦相手：1回戦：星野敏之（石川県） 2回戦：花木真人（岐阜県） 3回戦：寺本将司（熊本県） 準々決勝：高坂雄介（静岡県）準決勝：外山浩規（愛知県） 決勝：古沢庸臣（熊本県）
- 2007年：ベスト8（優秀選手賞）… 対戦相手：1回戦：松原誠一郎（静岡県） 2回戦：田中武志（京都府） 3回戦：正代賢司（神奈川県） 準々決勝：佐藤博光（大阪府）
- 2009年：優勝… 対戦相手：1回戦：藤井幹夫（兵庫県） 2回戦：高島祐至（広島県） 3回戦：染谷恒治（千葉県） 準々決勝：米屋勇一（埼玉県）準決勝：寺本将司（大阪府） 決勝：高橋秀人（東京都）
- 2010年：準優勝… 対戦相手：1回戦：花木真人（岐阜県） 2回戦：小川維斗（熊本県） 3回戦：嶋田貴文（埼玉県） 準々決勝：海老原秀則（茨城県） 準決勝：古川耕輔（大阪府） 決勝：高鍋進（神奈川県）
- 2011年：第3位… 対戦相手：1回戦：渡部雄大（山形県） 2回戦：浦直樹（兵庫県） 3回戦：恩田秀和（島根県） 準々決勝：正代賢司（神奈川県）準決勝：東永幸浩（埼玉県）
- 2012年：準優勝… 対戦相手：1回戦：神野洋平（愛媛県） 2回戦：肱岡明洋（大阪府） 3回戦：遠藤一志（宮城県） 準々決勝：朝比奈一生（神奈川県） 準決勝：網代忠勝（兵庫県） 決勝：木和田大起（大阪府）
- 2013年：優勝… 対戦相手：1回戦：鈴木啓太（山形県） 2回戦：荻原寿矢（大阪府） 3回戦：亀井隼人（神奈川県） 準々決勝：金成郁（千葉県）準決勝：安藤翔（北海道） 決勝：小谷明徳（千葉県）
- 2014年：3回戦敗退…対戦相手：1回戦：草薙大心(秋田県)　2回戦：木村友哉(新潟県)　3回戦：竹下洋平(大分県)
- 2015年：2回戦敗退…対戦相手：1回戦：野田篤史(愛知県)　2回戦：北浦裕介(長崎県)
- 2017年：準優勝… 対戦相手：1回戦：岡田交起（岡山県） 2回戦：大石寛之（大阪府） 3回戦：中村太亮（愛知県） 準々決勝：前田康喜（大阪府）準決勝：林田匡平（福井県） 決勝：西村英久（熊本県）

【通算11回出場　優勝：3回　準優勝：5回　第3位：1回　ベスト8：1回】
- 2005年：準優勝
- 2006年：優勝
- 2007年：ベスト8（優秀選手賞）
- 2009年：優勝
- 2010年：準優勝
- 2011年：第3位
- 2012年：準優勝
- 2013年：優勝
- 2014年：3回戦敗退
- 2015年：2回戦敗退
- 2017年：準優勝
- 2018年：準優勝

### 全国警察剣道大会（団体）
- 2004年：第3位（初出場）
- 2005年：予選リーグ敗退
- 2006年：予選リーグ敗退
- 2007年：予選リーグ敗退
- 2008年：優勝
- 2009年：予選リーグ敗退
- 2010年：予選リーグ敗退
- 2012年：予選リーグ敗退
- 2013年：優勝
- 2014年：優勝

### 全国警察剣道選手権大会（個人）
- 2006年：優勝（初出場・初優勝）
- 2007年：優勝（同大会2連覇は史上4人目）
- 2008年：3回戦敗退
- 2009年：2回戦敗退
- 2010年：4回戦敗退
- 2012年：準優勝
- 2013年：4回戦敗退
- 2014年：3回戦敗退
- 2015年：ベスト8
- 2016年：2回戦敗退
- 2018年：準優勝
- 2019年：3位

（全国警察剣道選手権大会と全日本剣道選手権大会を同じ年に制した選手は、中村太郎（神奈川県警）〈'55〉・中村毅（警視庁）〈'70〉・宮崎正裕（神奈川県警）〈'91・'96・'99〉・内村良一（警視庁）〈'06〉・高鍋進（神奈川県警）〈'10〉・西村英久（熊本県警）<'17>のみ。）

## 人物
- 小学6年生の時に、米田敏郎（九州学院中・高剣道部監督）に「僕は日本一になれますか」と尋ねたことは有名。入学後も誰よりも稽古に励み、監督から「お前は（稽古を）やるな」と言われるほどだった。
- 内村と高橋秀人の2人は2009年の全日本剣道選手権大会決勝戦以外にも、1998年の玉龍旗決勝戦（九州学院高等学校vs国士舘高等学校）の大将戦でも対戦した。両戦共に内村がメンで勝利している。
- 九州学院高等学校時代は、末續慎吾（陸上）や吉本亮（元プロ野球選手）らと同級。また棟田康幸と明大同級生で警視庁同期就職。
- 座右の銘は「一生懸命」。

## 書籍
- 月刊『剣道時代』2007年1月号（表紙インタビュー）（体育とスポーツ社）
- 『明治』33号・2007年1月（「卒業生探訪7」）（明治大学）
- 月刊『ポリスマガジン』2009年12月号（表紙）（(株)バックアップ）
- 月刊『剣道時代』2010年2月号（表紙インタビュー）（体育とスポーツ社）
- 月刊『剣道時代』2014年2月号（表紙＆優勝インタビュー）《環境依存文字》環境依存文字》謬